# Bisdom Tumaco
Het bisdom Tumaco (Latijn: Dioecesis Tumacoënsis) is een rooms-katholiek bisdom met als zetel Tumaco, in Colombia. Het bisdom is suffragaan aan het aartsbisdom Popayán. 

## Geschiedenis
Het bisdom werd opgericht op 1 mei 1927, als de apostolische prefectuur Tumaco, uit delen van de bisdommen Cali en Pasto. Op 7 februari 1961 werd het verheven tot apostolisch vicariaat en op 29 oktober 1999 werd het verheven tot bisdom. 

## Parochies
Het bisdom had in 2020 een oppervlakte van 16.000 km2 en telde 357.800 inwoners waarvan 73,4% rooms-katholiek was.

## Ordinarii

### Prefecten
- Bernardo Merizalde Morales (30 maart 1928 - november 1947)
- Pedro Nel Ramirez Posada (14 juli 1949 - 5 april 1954)

### Apostolisch vicarissen
- Luis Francisco Irizar Salazar (23 april 1954 - 5 november 1965)
- Miguel Ángel Rafael María de Santa Teresita del Nino Jesús Lecumberri Erburu (3 mei 1966 - 8 februari 1990)

### Bisschoppen
- Gustavo Girón Higuita (8 februari 1990 - 25 juli 2015)
  - Julio Enrique Prado Bolaños (apostolisch administrator: 25 juli 2015 - 20 mei 2017
- Orlando Olave Villanoba (18 maart 2017 - heden)

## Galerij van afbeeldingen

Wapen van het bisdom Tumaco

Popayán (aartsbisdom) · Ipiales · Pasto · Tumaco